# Maika (lutadora)
Maika (舞華, Maika, nascida em 24 de março de 1998) é uma lutadora profissional japonesa. Ela atualmente trabalha para a World Wonder Ring Stardom, onde é três vezes campeã do Artist of Stardom Championship. Maika também é líder do grupo Empress Nexus Venus.
Maika foi membro fundadora do grupo Donna Del Mondo. Além disso, ela é uma ex-campeã do World of Stardom Championship, ex-campeã do Goddesses of Stardom Championship e ex-campeã do Future of Stardom Championship.

## Carreira na luta livre profissional

### Circuito independente (2019–2020)
Maika fez sua estreia no wrestling profissional no TAKATaichiMania II, um evento independente produzido por Taka Michinoku e Taichi, em 7 de maio de 2019, onde obteve uma vitória sobre Mima Shimoda.

### World Wonder Ring Stardom (2020–presente)

#### Donna Del Mondo (2020–2024)
Em um show Just Tap Out em 14 de janeiro de 2020, Maika desafiou sem sucesso Utami Hayashishita pelo Future of Stardom Championship. Após a luta, Giulia entrou no ringue e convidou Maika a se juntar à sua nova unidade, que mais tarde seria conhecida como Donna Del Mondo. Essa luta também marcou o início de uma rivalidade entre Maika e Utami. Maika fez sua estreia na World Wonder Ring Stardom em 19 de janeiro, quando se uniu a suas companheiras de Donna Del Mondo para derrotar o Tokyo Cyber Squad (Death Yama-san, Hana Kimura e Leyla Hirsch). Em 8 de fevereiro, Maika, Giulia e Syuri conquistaram o Artist of Stardom Championship ao derrotarem o Queen's Quest (AZM, Momo Watanabe e Utami Hayashishita). Em 14 de julho, Maika venceu o Future of Stardom Championship ao derrotar Saya Iida e Saya Kamitani em uma luta three-way. No entanto, em 14 de novembro, Maika, Giulia e Syuri perderam o Artist of Stardom Championship para o Oedo Tai (Bea Priestley, Natsuko Tora e Saki Kashima). No Osaka Dream Cinderella 2020, em 20 de dezembro, Maika perdeu o Future of Stardom Championship para Saya Iida em outra luta three-way, que também envolvia Saya Kamitani.
No show de 10º aniversário da Stardom, em 17 de janeiro de 2021, Maika desafiou sem sucesso Utami Hayashishita pelo World of Stardom Championship. Em 14 de fevereiro, Maika e Himeka, mais tarde conhecidas juntas como MaiHime, conquistaram o Goddesses of Stardom Championship ao derrotarem o Oedo Tai (Bea Priestley e Konami). Em 3 de março, no All Star Dream Cinderella, MaiHime defendeu com sucesso o Goddesses of Stardom Championship contra o Oedo Tai (Natsuko Tora e Saki Kashima). Contudo, no Yokohama Dream Cinderella 2021, em 4 de abril, MaiHime perdeu o título para suas companheiras de Donna Del Mondo, Giulia e Syuri. Maika chegou às finais do Cinderella Tournament 2021, mas foi derrotada por Saya Kamitani. Ela também participou do Stardom 5 Star Grand Prix 2021, competindo no Bloco B. Em 9 de outubro, Maika, Himeka e Natsupoi, juntas como MaiHimePoi, conquistaram o Artist of Stardom Championship ao derrotarem o Cosmic Angels (Mina Shirakawa, Tam Nakano e Unagi Sayaka). No Stardom 10th Anniversary Grand Final Osaka Dream Cinderella também em 9 de outubro, MaiHimePoi defendeu com sucesso o Artist of Stardom Championship contra o Queen's Quest (Momo Watanabe, AZM e Saya Kamitani). No Goddesses of Stardom Tag League 2021, Maika fez parceria com Syuri, formando a dupla Ponytail and Samurai Road, e competiu no Blue Goddess Block, onde somaram um total de 6 pontos. Em 27 de novembro, no Tokyo Super Wars, Maika desafiou novamente Utami Hayashishita pelo World of Stardom Championship, mas sem sucesso. No Osaka Super Wars em 18 de dezembro, MaiHimePoi venceu o ¥10 Million Unit Tournament, derrotando o Marvelous (Takumi Iroha, Rin Kadokura e Maria) nas semifinais e o Stars (Mayu Iwatani, Hazuki e Koguma) na final, em uma luta de escadas de seis mulheres. Ambas as lutas também foram válidas pelo Artist of Stardom Championship. No Dream Queendom em 29 de dezembro, MaiHimePoi defendeu com sucesso o Artist of Stardom Championship contra o Cosmic Angels (Mina Shirakawa, Unagi Sayaka e Mai Sakurai).
No Nagoya Supreme Fight em 29 de janeiro de 2022, MaiHime desafiou sem sucesso o FWC pelo Goddesses of Stardom Championship. No Cinderella Tournament 2022, Maika chegou à segunda rodada, onde ela e Saya Kamitani se eliminaram simultaneamente da competição ao caírem pela corda superior. Em 5 de maio, no Golden Week Fight Tour, Maika desafiou sem sucesso Saya Kamitani pelo Wonder of Stardom Championship. No Flashing Champions em 28 de maio, MaiHimePoi perdeu o Artist of Stardom Championship para o Oedo Tai (Starlight Kid, Momo Watanabe e Saki Kashima). Em 26 de junho, no Fight in the Top, Maika se uniu a Giulia e Mai Sakurai para lutar novamente pelo Artist of Stardom Championship, desta vez em uma luta three-way que também envolvia o God's Eye (Syuri, Ami Sourei e Mirai). No Mid Summer Champions in Nagoya, em 24 de julho, Maika fez equipe com Giulia e Himeka, mas perdeu para o Oedo Tai (Starlight Kid, Momo Watanabe e Saki Kashima) em mais uma tentativa frustrada pelo Artist of Stardom Championship. No 5 Star Grand Prix 2022, Maika competiu no Bloco Red Stars, onde terminou com um total de 15 pontos. Por fim, no Hiroshima Goddess Festival em 3 de novembro, Maika desafiou sem sucesso Syuri pelo World of Stardom Championship.
No Flashing Champions 2023, em 27 de maio, Maika fez equipe com Mei Seira e Suzu Suzuki para derrotar o Neo Stardom Army (Nanae Takahashi e Yuna Mizumori) e Hanako. A partir daí, Maika continuou a formar uma aliança frequente com Seira e Suzuki. De julho a setembro de 2023, Maika competiu no 5 Star Grand Prix 2023, onde chegou à final, mas perdeu para Suzu Suzuki. De 15 de outubro a 12 de novembro, Maika e Megan Bayne, juntas conhecidas como Divine Kingdom, competiram no Goddesses of Stardom Tag League de 2023, onde venceram o torneio ao derrotarem o CRAZY STAR (Mei Seira e Suzu Suzuki) na final. No Dream Queendom 2023, Maika conquistou o vago World of Stardom Championship ao derrotar Suzu Suzuki. No Ittenyon Stardom Gate em 4 de janeiro de 2024, o grupo Donna Del Mondo foi desfeito, e Maika ficou sem unidade, tornando-se uma lutadora independente.

#### Empress Nexus Venus (2024–presente)
Em 20 de janeiro de 2024, Maika, Hanako, Mina Shirakawa, Waka Tsukiyama e Xena reformaram o Club Venus em um novo grupo, com Maika e Shirakawa como co-líderes. Em 27 de janeiro, a nova equipe foi oficialmente batizada de Empress Nexus Venus. Em 30 de março, Maika, Mina Shirakawa e Xena conquistaram o Artist of Stardom Championship ao derrotarem o Abarenbo GE.

### New Japan Pro Wrestling (2021)

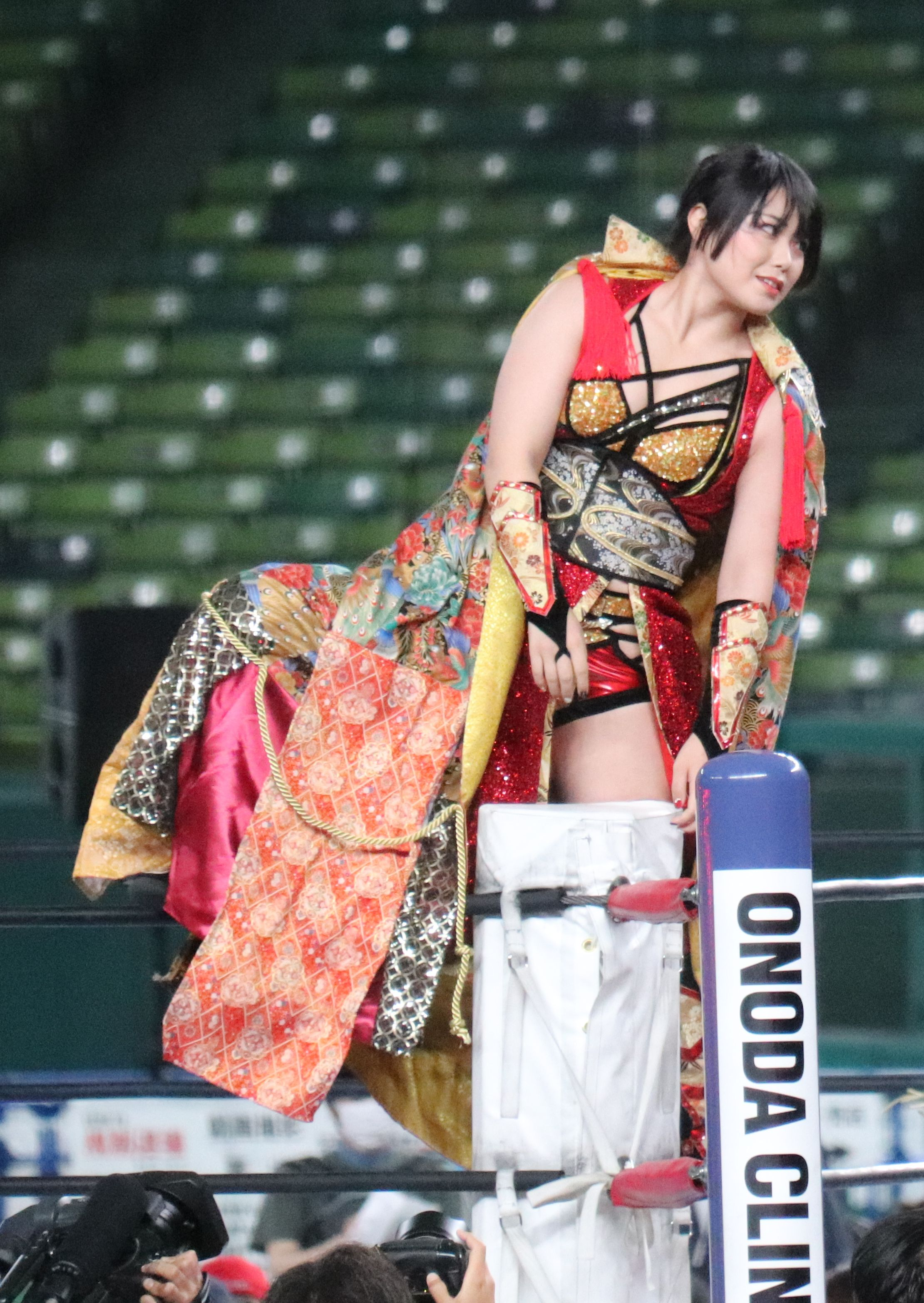
Maika na primeira noite do Wrestle Grand Slam in MetLife Dome em 4 de setembro de 2021.

Maika fez parte da série de lutas de exibição para promover o talento feminino organizada pela New Japan Pro Wrestling. Na segunda noite do Wrestle Kingdom 15, em 5 de janeiro de 2021, Maika fez equipe com suas companheiras de Donna Del Mondo, Himeka e Natsupoi, mas foram derrotadas pelo Queen's Quest (AZM, Saya Kamitani e Utami Hayashishita) em uma luta de trios. Já na primeira noite do Wrestle Grand Slam in MetLife Dome, em 4 de setembro de 2021, Maika se uniu a Lady C em uma luta contra o Queen's Quest (Saya Kamitani e Momo Watanabe), mas novamente saíram derrotadas.

## Títulos e prêmios
- Pro Wrestling Illustrated

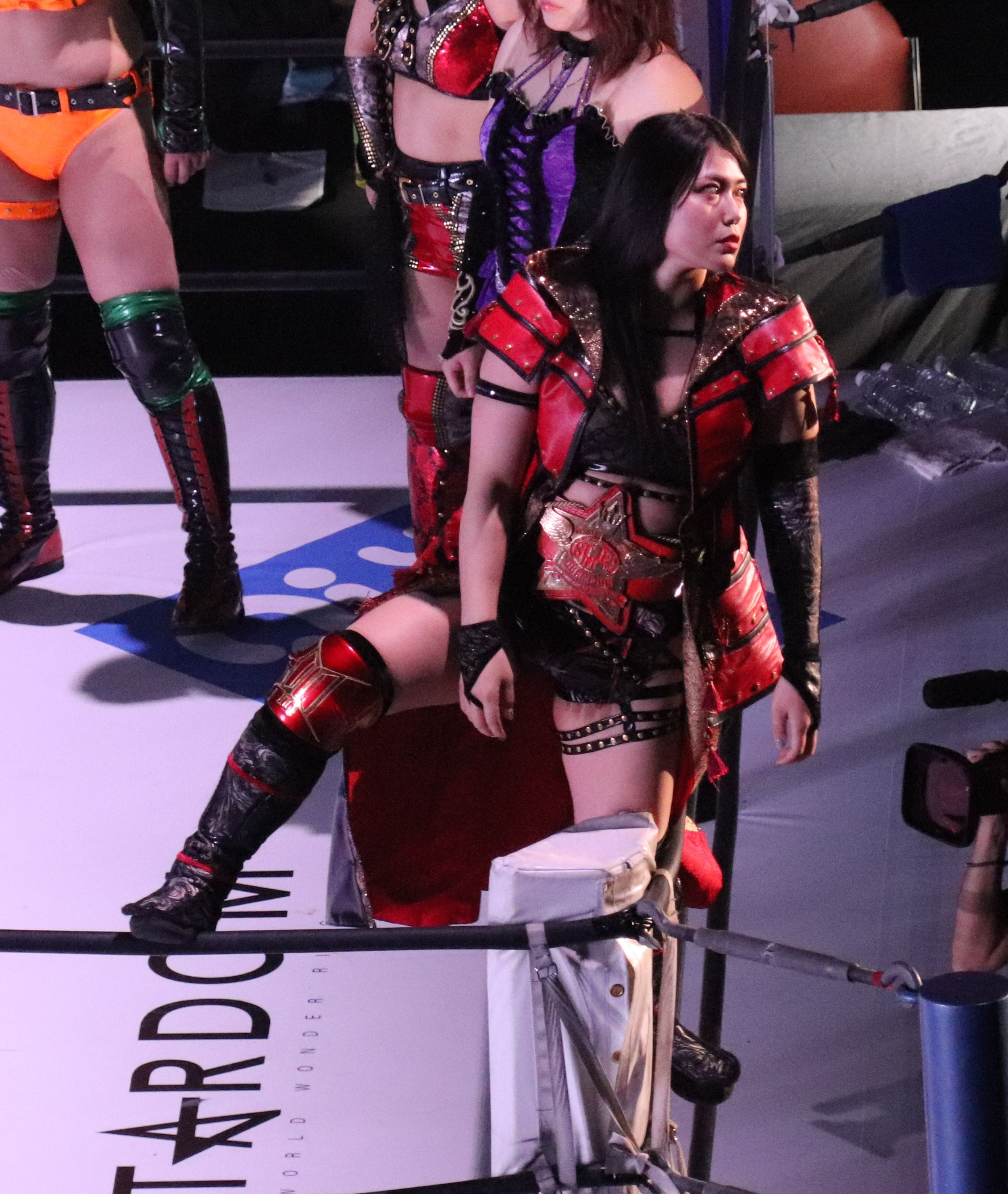
Na Stardom, Maika conquistou três vezes o Artist of Stardom Championship.

  - PWI a colocou na #46ª posição das 150 melhores lutadoras individuais no PWI Women's 150 em 2021[49]
  - PWI a colocou na #4ª posição das 250 melhores lutadoras individuais no PWI Women's 250 em 2024[50]
- World Wonder Ring Stardom
  - World of Stardom Championship  (1 vez)
  - Artist of Stardom Championship (3 vezes) – com Giulia e Syuri (1),[9] Himeka e Natsupoi (1), Mina Shirakawa e Xena (1)[21][22]
  - Future of Stardom Championship (1 vez)[10]
  - Goddesses of Stardom Championship (1 vez) – com Himeka[15][16][51]
  - Goddesses of Stardom Tag League (2023) – com Megan Bayne[39][40]
  - Stardom 5Star Grand Prix Tournament (2024)[52]
  - 5★Star GP Awards
    - Prêmio Blue Stars de Melhor Luta (2023) vs. Mirai em 30 de setembro[53]
    - Prêmio Espírito de Luta (2020)
    - Prêmio Red Stars de Melhor Luta (2022) vs. Himeka em 1 de outubro[54]
    - Prêmio Red Stars de Melhor Luta (2024) vs. Hazuki em 23 de agosto no Red Stars A[55]

  - Stardom Year-End Awards (2 vezes)
    - Prêmio de Melhor Unidade (2020) como parte do Donna Del Mondo[56]
    - Prêmio Shining (2023)[57]